# Mack Trucks
Mack Trucks, Inc. je ameriški proizvajalec tovornjakov, v preteklosti pa tudi avtobusov in trolejbusov. Podjetje je bilo ustanovljeno leta 1900 kot Mack Brothers Company, prvi tovornjak so zgradili leta 1907. Leta 1922 so se preimenovali v sedanje ime.. Od leta 2002 naprej je podjetje del švedskega koncerna Volvo. V letih 1905−2009 je bil sedež Mack-a v Allentownu, kasneje so se premaknili v Greensboro, Severna Karolina. Mack ima glavno tovarno v kraju Macungie, Pensilvanija, ima pa tudi druge tovarne v Pensilvaniji, Marylandu, Venezueli in Avstraliji.
- Avtobus
- Tovornjak iz leta 1917
- Mackov tovornjak iz leta 1939
- Hruška
- Mack C-49, zgrajen leta 1956